# マザー/アンドロイド
『マザー/アンドロイド』（原題：Mother/Android）は、マットソン・トムリンが脚本・監督を務める、アメリカのSFスリラー映画。出演はクロエ・グレース・モレッツ、アルジー・スミス、ラウル・カスティーロ。
本作は2021年12月17日にHuluで配信された。

## キャスト
※括弧内は日本語吹替
- ジョージア - クロエ・グレース・モレッツ（沢城みゆき）
- サム - アルジー・スミス（英語版）（阿部敦）
- アーサー - ラウル・カスティーロ（英語版）（綱島郷太郎）
- 大尉 - ウィル・ライマン（仲野裕）
- ドクター・ハウ - ケイト・アヴァロン（今泉葉子）
- パトロール - ベンツ・ヴィール（白熊寛嗣）
- ノートン - オーウェン・バーク（後藤光祐）
- ボストンの中尉 - ジェイソン・ボーウェン（長谷川敦央）
- オルセン夫人 - タマラ・ヒッキー（小路文子）
- オルセン - ジョン・F・マーツ（松川裕輝）
- イーライ - スティーブン・ソーン（加藤淳）
- コナー - ジャレッド・ラインフェルト（羽鳥佑）
- デリック - オスカー・ウォルバーグ（平居正行）
- リサ - キアラ・キカード（おぎたえりこ）
- ダニエル - リアム・マクニール（降旗雄司）
- サラ - リネア・ガードナー（渡辺理沙）
- 男捕虜 - （星野佑典）
- ボストンの医師 - （宇那明莉）
- 韓国人職員 - （馬場蘭子）

日本語吹替その他出演：高梁りつ、木梨成之
日本語版制作スタッフ　演出：佐藤宏樹、翻訳：佐藤恵子、調整：首藤智愉、制作：東北新社

## 日本語版
- スタジオ：東北新社
- 翻訳：佐藤恵子
- 演出：佐藤宏樹
- 調整：首藤智愉
- 日本語字幕：グレイヴストック陽子

## 製作
2020年9月、マットソン・トムリンが自身の書いた脚本で監督を務め、マット・リーヴスとビル・ブロックがそれぞれ6th and Idaho Productionsとミラマックスのもとで本作をプロデュースし、クロエ・グレース・モレッツ、アルジー・スミス、ラウル・カスティーロが本作のキャストに加わることが決定した。

### 撮影
主要撮影は2020年9月に始まった。

## 公開
2021年3月10日、Huluが本作の米国配給権を獲得して、2021年12月17日に公開された。日本では、2022年1月7日より、Netflixが独占配信した。